# Condado de Sherman (Oregon)
O Condado de Sherman é um dos 36 condados do Estado americano do Oregon. A sede do condado é Moro, e sua maior cidade é Moro. O condado possui uma área de 2 153 km² (dos quais 21 km² estão cobertos por água), uma população de 1 934 habitantes, e uma densidade populacional de 1 hab/km² (segundo o censo nacional de 2000). O condado foi fundado em 1889.